# Aeroportul Municipal Centerville
Aeroportul Municipal Centerville (IATA: TVK, ICAO: KTVK, FAA LID: TVK) este un aeroport din Iowa, Statele Unite ale Americii ce deservește zona Centerville⁠(d). A fost numit după zona deservită.
Situat la o altitudine de 312 m, aeroportul dispune de 1 pistă.

## Infrastructură

### Piste
Aeroportul dispune de o singură pistă. Pista 16/34 are suprafața de beton și dimensiunile 4.099 picioare × 75 picioare. 